# Đức Thắng, Phan Thiết
Đức Thắng là một phường thuộc thành phố Phan Thiết, tỉnh Bình Thuận, Việt Nam.
Phường Đức Thắng có diện tích 0,43 km², dân số năm 1999 là 10.682 người, mật độ dân số đạt 24.842 người/km².